# Trehörningen (Åsele socken, Lappland, 714394-158847)
Trehörningen är en sjö i Åsele kommun i Lappland och ingår i Gideälvens huvudavrinningsområde. Sjön har en area på 0,989 kvadratkilometer och ligger 391,9 meter över havet. Sjön avvattnas av vattendraget Tunnersjöbäcken.

## Delavrinningsområde
Trehörningen ingår i det delavrinningsområde (713687-158930) som SMHI kallar för Ovan Siksjöbäcken. Medelhöjden är 420 meter över havet och ytan är 68,06 kvadratkilometer. Det finns inga avrinningsområden uppströms utan avrinningsområdet är högsta punkten. Tunnersjöbäcken som avvattnar avrinningsområdet har biflödesordning 2, vilket innebär att vattnet flödar genom totalt 2 vattendrag innan det når havet efter 199 kilometer. Avrinningsområdet består mestadels av skog (64 procent) och sankmarker (24 procent). Avrinningsområdet har 3,15 kvadratkilometer vattenytor vilket ger det en sjöprocent på 4,6 procent.